# Hector Xavier Monsegur
Hector Xavier Monsegur (* 13. Oktober 1983), auch bekannt unter dem Pseudonym Sabu, ist ein amerikanischer Cracker und Mitgründer der Hackergruppe LulzSec. Er wurde nach seiner Festnahme Informant des FBIs und arbeitete über zehn Monate mit der Polizei zusammen, um weitere Hacker von LulzSec und ähnlichen Gruppen zu identifizieren. LulzSec mischte sich in die Angelegenheiten von Organisationen wie News Corporation, Stratfor, britischen und amerikanischen Strafverfolgungsorganen und der irischen Partei Fine Gael ein.
2011 wurde Sabu von Sigurdur Thordarson ausspioniert, ohne dass dieser wusste, dass beide für das FBI arbeiten.
Die Zeitung The Economist nannte Sabu eines der sechs Kernmitglieder von LulzSec und ihren erfahrensten Hacker.
Für seine Kooperation wurde Monsegur bei einer theoretischen Höchststrafe von 317 Monaten (über 26 Jahre) zu lediglich sieben Monaten Haft verurteilt.